# Соплек
Соплек — река в России, протекает по Чердынскому району Пермского края.

## Описание
Устье реки находится в 53 км по левому берегу реки Сумыч. Длина реки составляет 16 км.

## Данные водного реестра
По данным государственного водного реестра России относится к Камскому бассейновому округу, водохозяйственный участок реки — Кама от водомерного поста у села Бондюг до города Березники, речной подбассейн реки — бассейны притоков Камы до впадения Белой. Речной бассейн реки — Кама.
Код объекта в государственном водном реестре — 10010100212111100003818.